# Pyramorphix
Le Pyramorphix est un casse-tête mécanique tétraédrique équivalent au Pocket Cube.
Il a au total huit pièces mobiles pouvant être disposées de telle façon :
- chacune des huit pièces peut être permutée avec une autre, soit {\displaystyle 8!} permutation
- chaque coin peut être tourné sur lui-même de 3 façon différentes, soit {\displaystyle 3^{4}} rotations

soit un total de 2 580 480 combinaisons (environ 2,6 millions).

## Master Pyramorphix
Il existe également un Master Pyramorphix.
Le Master Pyramorphix est un casse-tête mécanique tétraédrique équivalent au Rubik's Cube 3x3x3. Il a la même architecture interne que le Rubik's Cube, la seule différence étant sa forme extérieure (en découpant un cube d'un centre vers les coins de la face opposés on obtient un tétraèdre).
De cette ressemblance on en déduit que :
- les 4 coins et les centres des 4 faces du tétraèdre sont équivalents aux 8 coins du cube
- les 6 arêtes du tétraèdre sont équivalentes aux 6 centres des faces du cube ( à la différence qu'ici le sens des arêtes a une importance contrairement aux centres du cube)
- les 12 pièces en forme de trapèze sur le tétraèdre sont équivalentes aux 12 arêtes du cube

Il en résulte pour les combinaisons:
- {\displaystyle 8!} permutations des coins et des centres du tétraèdre
- chaque coin peut être tourné de 3 manières différentes soit {\displaystyle 4^{3}} combinaisons
- les 12 trapèzes ont {\displaystyle 12!} permutations pour leurs positions
- chacun de ces 12 trapèzes peut être retourné d'un demi-tour, mais le sens du 12e est déterminé par le sens des 11 autres soit {\displaystyle 2^{11}} permutations
- enfin les arêtes du tétraèdres ont :
  - {\displaystyle 3} permutations équatoriales (en gardant deux arêtes à leurs places et en échangeant deux arêtes qui sont diamétralement opposées)
  - {\displaystyle 3} permutations triangulaires (en échangeant les positions de 3 arêtes entre elles)
  - enfin, chaque arête peut être tournée d'un quart de tour et possède donc 4 positions, soit {\displaystyle 4^{5}} permutations (la rotation de la dernière étant déterminée par celles des 5 autres).

Il y a donc un total de 23 329 738 984 337 178 624 000 (environ {\displaystyle 2,33*10^{22}} combinaisons)

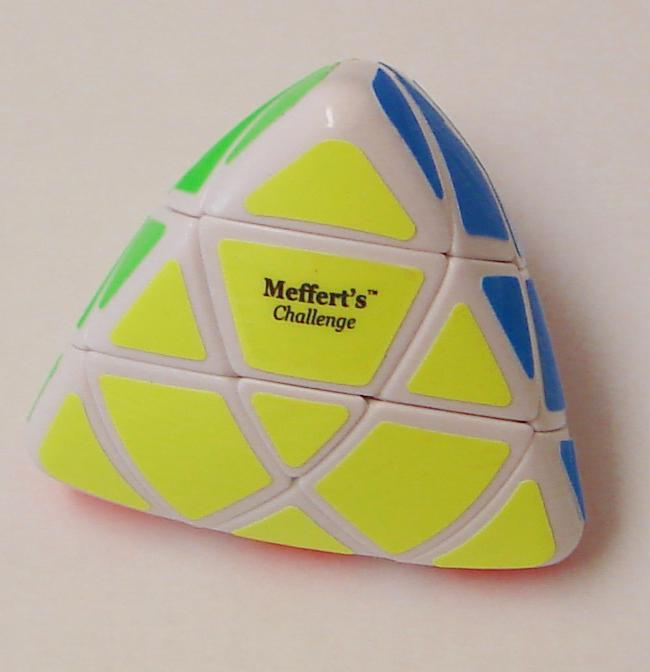
Master Pyramorphix résolu.
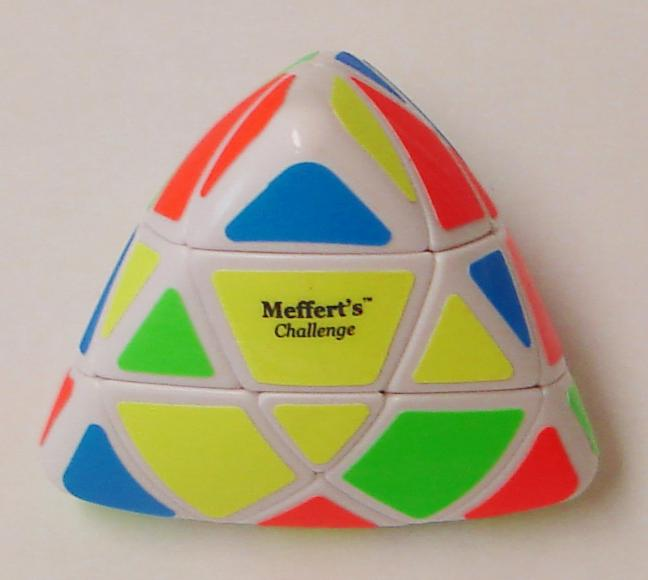
Master Pyramorphix avec couleurs mélangées.
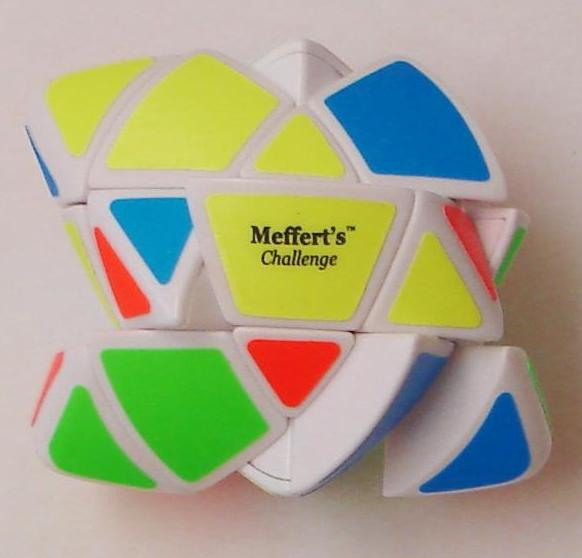
Master Pyramorphix avec couleurs et formes mélangées.
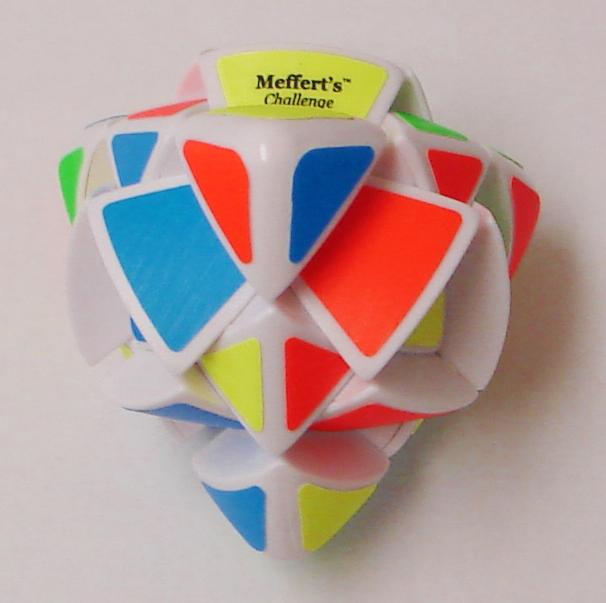
Master Pyramorphix en extension maximum.